# Damernas florett vid olympiska sommarspelen 1988
Damernas florett-tävling i de olympiska fäktningstävlingarna 1988 i Seoul avgjordes den 21-22 september 1988.

## Medaljörer
| Event          | Guld               | Silver           | Brons                   |
| Florett, damer | Anja Fichtel (FRG) | Sabine Bau (FRG) | Zita Funkenhauser (FRG) |

## Resultat
| Placering | Fäktare                  | Land           |
| --------- | ------------------------ | -------------- |
| 1         | Anja Fichtel-Mauritz     | Västtyskland   |
| 2         | Sabine Bau               | Västtyskland   |
| 3         | Zita-Eva Funkenhauser    | Västtyskland   |
| 4         | Zsuzsa Némethné Jánosi   | Ungern         |
| 5         | Tatjana Sadovskaja       | Sovjetunionen  |
| 6         | Gertrúd Stefanek         | Ungern         |
| 7         | Sun Hongyun              | Kina           |
| 8         | Jelena Glikina           | Sovjetunionen  |
| 9         | Margherita Zalaffi       | Italien        |
| 10        | Dorina Vaccaroni         | Italien        |
| 11        | Caitlin Bilodeaux        | USA            |
| 12        | Tak Jeong-Im             | Sydkorea       |
| 13        | Sin Seong-Ja             | Sydkorea       |
| 14        | Olga Vosjtjakina         | Sovjetunionen  |
| 15        | Jolanta Królikowska      | Polen          |
| 16        | Edit Kovács              | Ungern         |
| 17        | Liz Thurley              | Storbritannien |
| 18        | Elisabeta Guzganu-Tufan  | Rumänien       |
| 19        | Madeleine Philion        | Kanada         |
| 20        | Tomoko Oka               | Japan          |
| 21        | Reka Zsofia Lazăr-Szabo  | Rumänien       |
| 22        | Isabelle Spennato        | Frankrike      |
| 23        | Anna Sobczak             | Polen          |
| 24        | Fiona McIntosh           | Storbritannien |
| 25        | Jujie Luan               | Kina           |
| 26        | Brigitte Latrille-Gaudin | Frankrike      |
| 27        | Annapia Gandolfi         | Italien        |
| 28        | Linda Ann Martin         | Storbritannien |
| 29        | Kerstin Palm             | Sverige        |
| 30        | Agnieszka Dubrawska      | Polen          |
| 31        | Jacynthe Poirier         | Kanada         |
| 32        | Zhu Qingyuan             | Kina           |
| 33        | Laurence Modaine-Cessac  | Frankrike      |
| 34        | Thalie Tremblay          | Kanada         |
| 35        | Sharon Monplaisir        | USA            |
| 36        | Mary O'Neill             | USA            |
| 37        | Alessandra Mariéthoz     | Schweiz        |
| 38        | Akemi Morikawa           | Japan          |
| 39        | Mieko Miyahara           | Japan          |
| 40T       | Andrea Piros             | Schweiz        |
| 40T       | Fabiana López            | Mexiko         |
| 42        | Andrea Chaplin           | Australien     |
| 43        | Silvia Koeswandi         | Indonesien     |
| 44        | Park Eun-Hui             | Sydkorea       |
| 45        | Yung Yim King            | Hongkong       |